# 라코루냐 공항

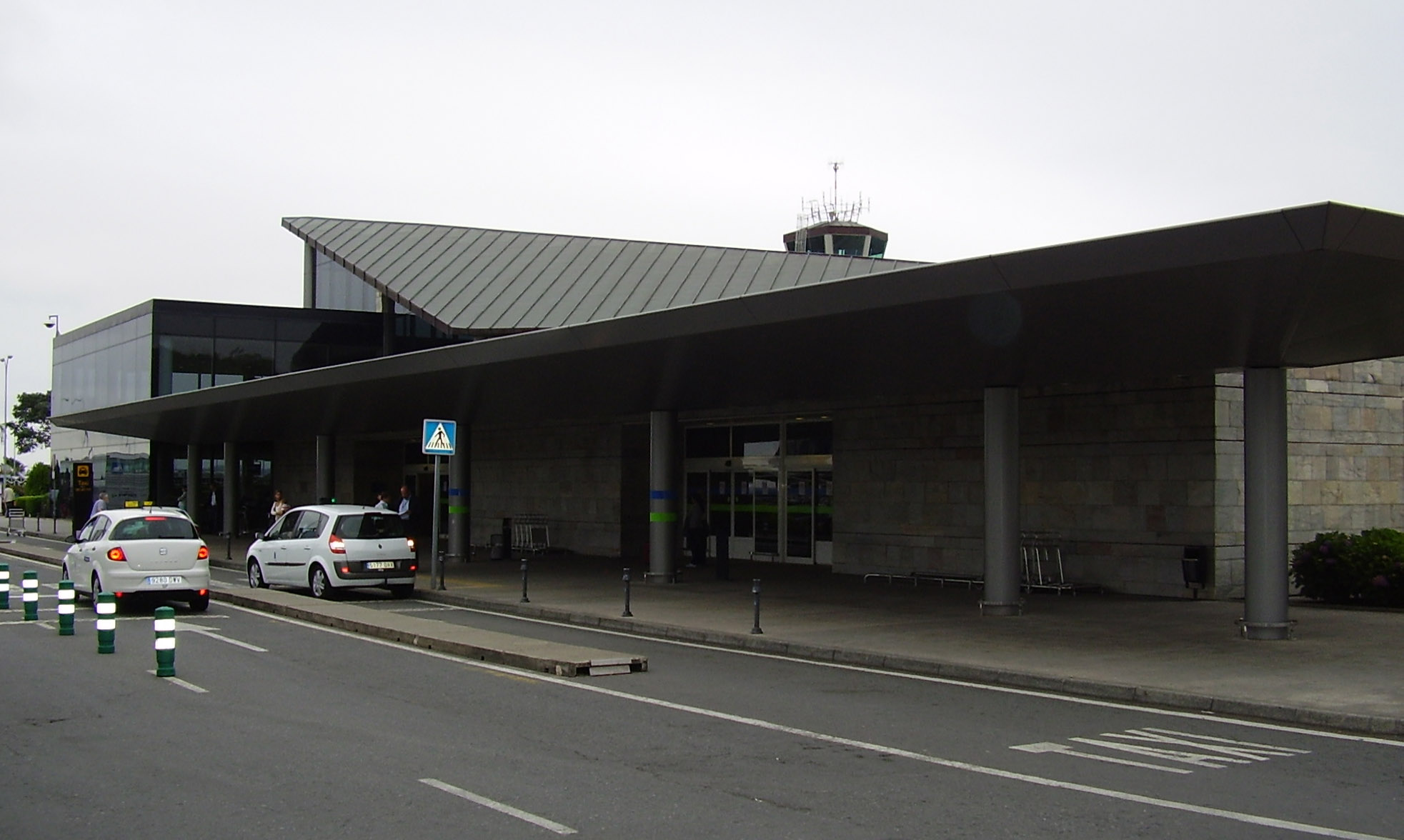

라코루냐 공항(A Coruña Airport, IATA: LCG, ICAO: LECO, 구 명칭: 알베드로 공항/Alvedro Airport)은 스페인 북서부 갈리시아주의 라코루냐시를 관할하는 공항이다. 이 공항은 도시 중심부로부터 약 7킬로미터 떨어진 곳에 위치해 있다. 공항 관리를 책임지는 스페인 소유 기업 Aena가 관리하는 공항망의 일부이다. 관제는 Ferronat이 제공한다. 2019년 이 공항을 이용한 승객 수는 1,352,583명이다.